# Sinoderces saraburiensis
Espèce
Sinoderces saraburiensis est une espèce d'araignées aranéomorphes de la famille des Psilodercidae.

## Distribution
Cette espèce est endémique de la province de Saraburi en Thaïlande,. Elle se rencontre dans la grotte Tham Bo Pla à Kaeng Koi.

## Description
Le mâle holotype mesure 1,82 mm.

## Étymologie
Son nom d'espèce, composé de saraburi et du suffixe latin -ensis, « qui vit dans, qui habite », lui a été donné en référence au lieu de sa découverte, la province de Saraburi.

## Publication originale
- Bai, Li & Li, 2019 : Ten new species of the spider genus Sinoderces Li & Li, 2017 from China, Laos and Thailand (Araneae, Psilodercidae). ZooKeys, no 886, p. 79-111 (texte intégral).